# Simon Arnauld de Pomponne

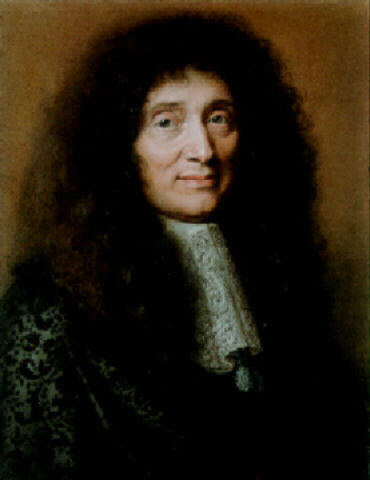
Simon Arnauld, marquis de Pomponne

Simon Arnauld, marquis de Pomponne (* November 1618 in Paris; † 26. September 1699 in Fontainebleau) war ein französischer Diplomat und Außenminister.

## Leben
Pomponne war der Sohn des Jansenisten Robert Arnauld d’Andilly (1589–1674) und seit 1642 Intendant von Casale Monferrato, dann Generalintendant der Armeen in Neapel und Katalonien, 1665 bis 1668 Gesandter in Schweden, dann in Den Haag. 1671 wurde er zurück nach Schweden berufen und erwirkte ein Bündnis der beiden Staaten, das die Vereinigten Niederlande isolierte und für Frankreich angreifbar machte. Noch im selben Jahr beerbte er den im September verstorbenen Außenminister Hugues de Lionne. 1679 wurde er nach Abschluss des Friedens von Nimwegen durch die vereinten Anstrengungen Colberts und Louvois’ entlassen, da insbesondere Ludwig XIV. mit ihm unzufrieden war und ihm vorwarf, eine zu schwache Haltung bei den Verhandlungen des Friedens von Nimwegen gezeigt zu haben. Auch die Jesuiten waren ihm feindlich gesinnt, da man in ihm einen Parteigänger der Jansenisten sah.
1691 wurde er erneut in den Staatsrat berufen und diente als Berater Ludwigs XIV. in Bereichen der Außenpolitik und Verwaltung, allerdings ohne Ministerressort.